# Albert Thévenon
Albert Marius Thévenon (* 16. September 1901 in Lyon; † 10. Mai 1959 in Paris) war ein französischer Wasserballspieler.

## Karriere
Thévenon nahm an den Olympischen Spielen 1928 in Amsterdam teil. Hier erreichte er mit der französischen Nationalmannschaft den dritten Rang und sicherte sich somit Bronze.